# Anemia simii
Anemia simii là một loài dương xỉ trong họ Anemiaceae. Loài này được Tardieu mô tả khoa học đầu tiên năm 1951.